# Церковь Николая Чудотворца (Белогорка)
Церковь Николая Чудотворца или Никольская церковь — действующий православный храм в деревне Белогорка Гатчинского района Ленинградской области. Находится на территории бывшей усадьбы А. Г. Елисеева.
Храм возведён в начале XX века. Является памятником архитектуры регионального значения.

## История и архитектура
Построенная в 1904—1906 годах церковь задумывалась как домой храм при усадьбе «Белогорка». Архитектором выступил С. И. Овсянников при участии В. П. Тавлинова. Здание возвели в русском стиле. Строительство велось на средства владелицы имения, жены действительного статского советника Елизаветы Александровны Фоминой (урождённой Елисеевой). Большую помощь в строительстве храма оказал её отец — меценат и купец А. Г. Елисеев. С 1910 года храм был отнесен к православному приходу Белогорской усадьбы и деревень Извара, Ново-Сиверская и Кезево.
Рядом с церковью находился деревянный двухэтажный дом для причта, подаренный владелицей имения. Ко храму были приписаны две часовни: в деревне Новосиверской и на местном кладбище. В «Метрической книге», датирующейся 1909 годом, говорится, что в храме зарегистрировано 89 новорождёенных, 22 пары брачующихся, 27 умерших человек. В храме хранились священные сосуды, ценные иконы и книги. Некоторые из вещей дарились прихожанами. Здание церкви украшали 12 больших и малых колоколов.
Первым и единственным настоятелем храма был священник Иоанн Сажин, а обязанности диакона исполнял Владимир Дубовицкий. В конце 1930-х годов Сажина арестовали и выслали в один из северных лагерей. Диакон Владимир Дубовицкий в начале 1930-х перешел на служение в ленинградский Николо-Богоявленский собор, пережил блокаду, был награждён медалью «За оборону Ленинграда».
Церковь в Белогорке была официально закрыта в 1939 году, хотя не действовала уже несколько лет и была превращена в овощехранилище. Некоторые из ценных икон были вывезены в Ленинград и переданы в действующие церкви. В послевоенный период по решению местной партийной организации Никольская церковь была реконструирована под Дом культуры. Колокольня при храме была уничтожена, а внутренние помещения полностью реконструированы.
В 1993 года здание было передано приходу Белогорки. Постепенно началось восстановление храма и его реконструкция. В 1994 году храм повторно освятили иерейским чином. В 2017 году епископ Гатчинский и Лужский Митрофан совершил чин великого освящения храма.

## Галерея

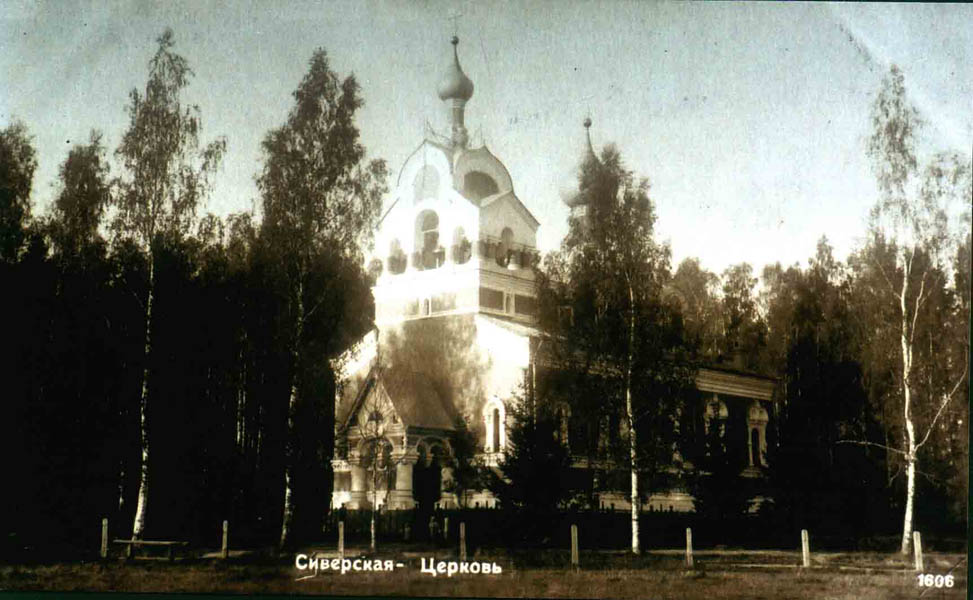
Церковь в 1900-х годах
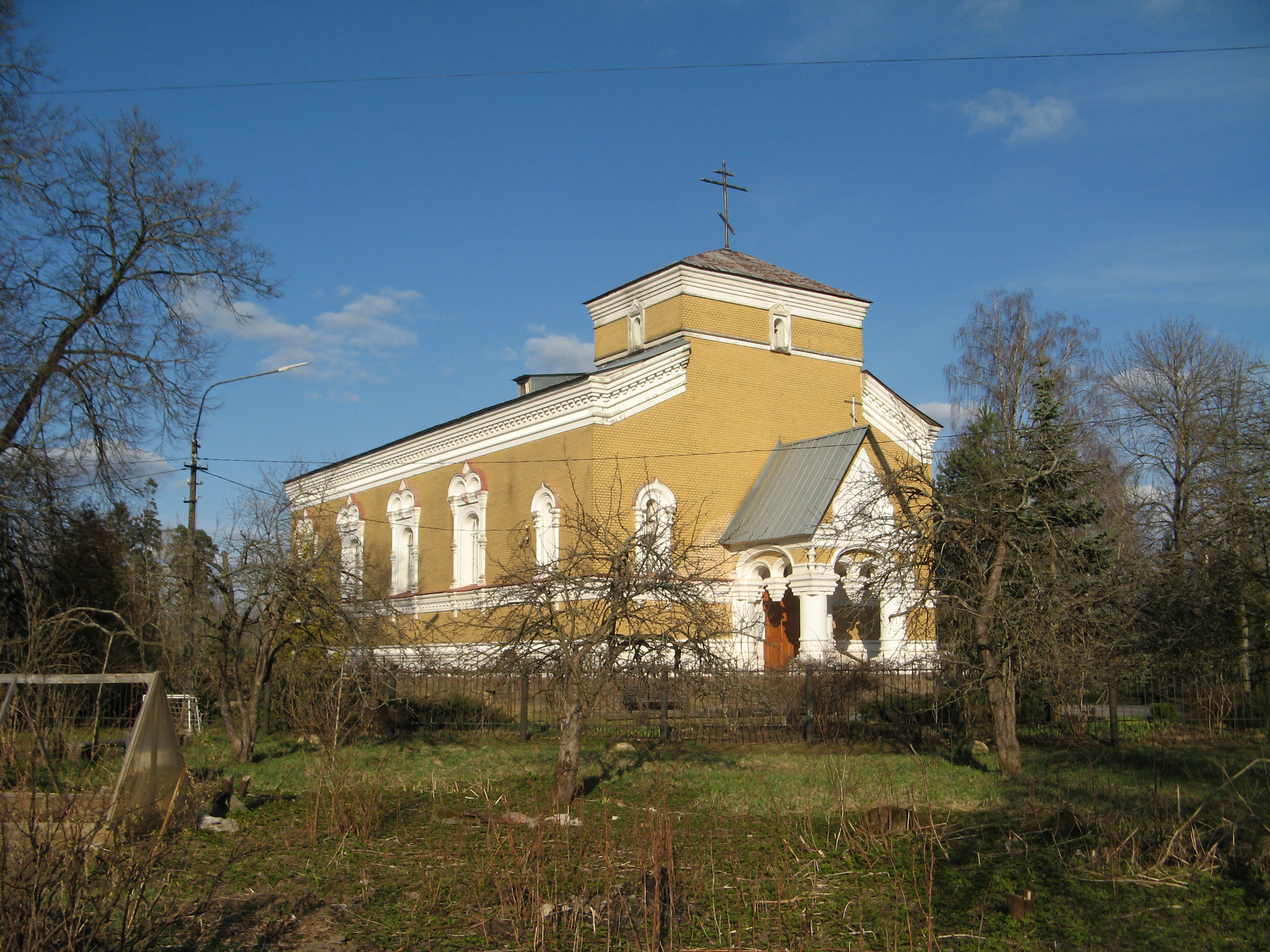
Вид на церковь в 2020 году
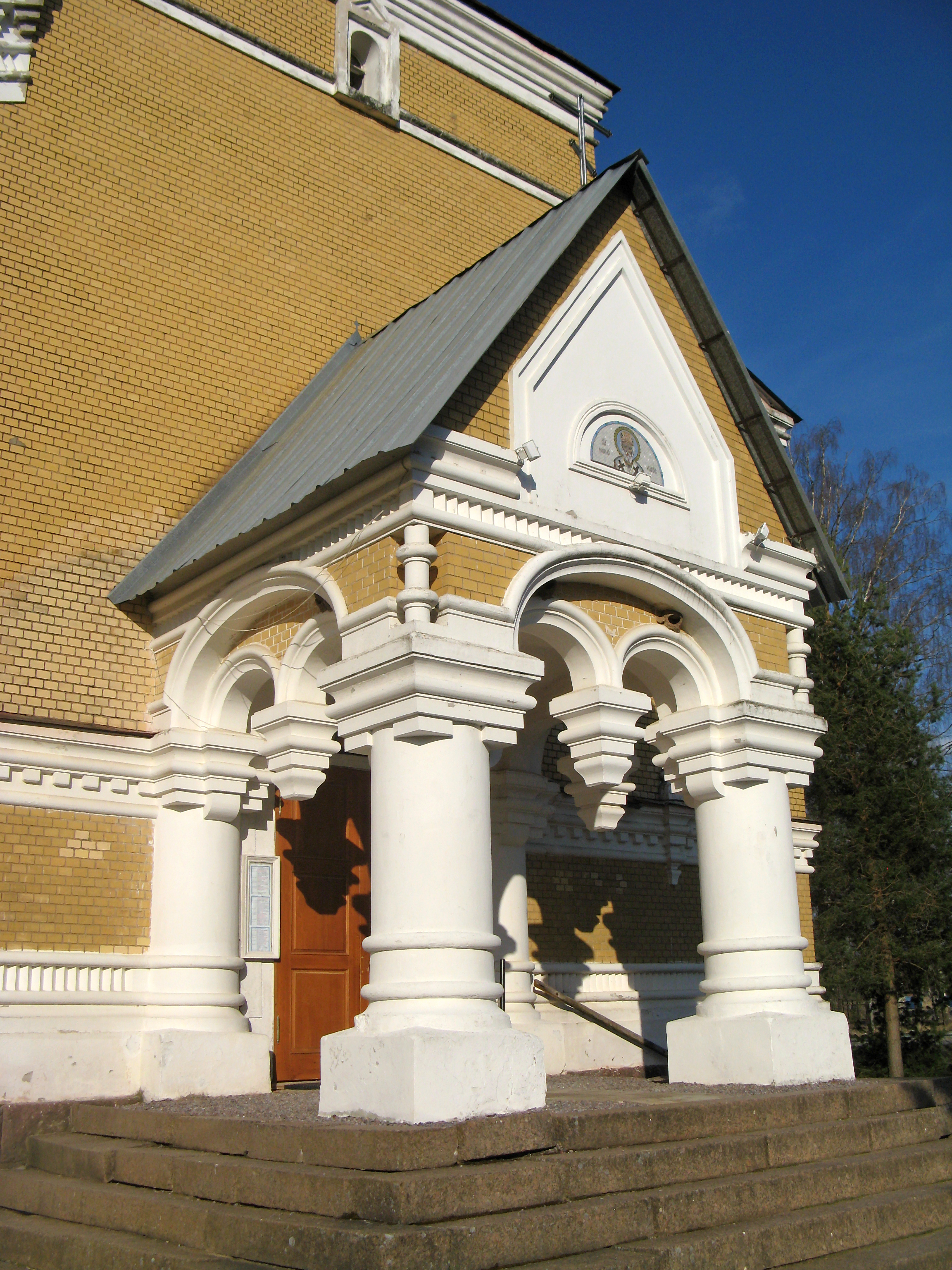
Крыльцо
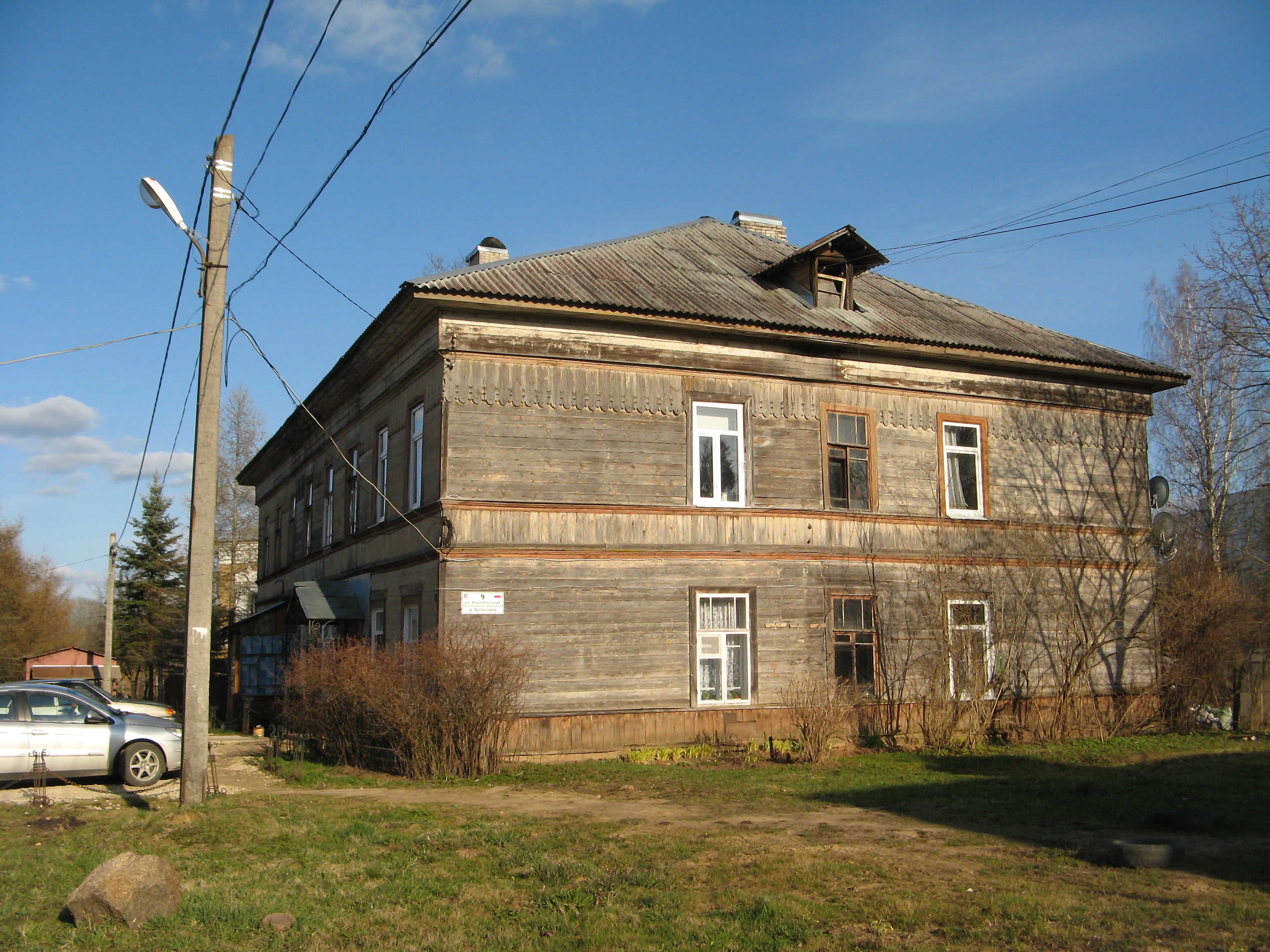
Дом причта